# Teodor
Teodor nebo Theodor je mužské jméno pocházející z řeckého Θεόδωρος (Theodōros), což znamená „dar Boží“, od θεός (theos) „bůh“ a δῶρον (dóron) „dar“. [2] Ze stejných základů vychází řecké (mužské) Δωρόθεος (Dórotheos) (a tedy i české ženské Dorota, případně ruské mužské Дорофей) a také Θεοδόσιος (Theodosios)
Svatý Theodore z Amasea je jedním ze dvou uznávaných světců zvaných Theodore, kteří jsou uctíváni jako svatí válečníci a velcí mučedníci v katolických církvích a východních pravoslavných církvích. Byl známý, jako Drakobijec.
V českém občanském kalendáři má svátek 23. října. Slovanské ekvivalenty mající podobný význam jsou Božidar, Bohdan a někdy také Bogdan. Jižní Slované mají místní ztvárnění jména Theodor – Todor – platící hlavně v Bulharsku, Makedonii a Srbsku jako křestní jméno. Bulharské zdrobněliny Todor jsou Тошко (Toško), Тошо (Tošo) a Тоше (Toše) a makedonské zdrobněliny jsou Тоше (Tose) a Тодорче (Todorče). Maďarská forma jména zůstala v původní jihoslovanské formě, Todor nebo Tódor. Naopak ve finštině se objevuje jako Teuva, anglicky pak Theodore, německy Theodor, ukrajinsky Хведір (Chvedir), rusky Фёдор (Fjodor).

## Obdoby
- Theodóros (Θεόδωρος) – původní řecký tvar, ze kterého byly ostatní odvozeny
- Theodorus – latinsky
- Teodor, Theodhor, Dhori – albánsky
- Theodore – anglicky
- Theo, Teddy, Tedward, Ted – anglické obdoby (domácké)
- Todor (Тодор), Teodor (Теодор) – bulharsky (dříve i Božidar – Божидар)
- Teodor, Theodor – česky
- Teodor, Theodor – dánsky
- Teuvo, Teodor – finsky
- Théodore – francouzsky
- Teodor (תאודור), Tiodor (תיאודור) – hebrejsky
- Téodóir – irsky
- Theodorus – latinsky
- Theodor – německy
- Teodor, Theodor – norsky
- Teodoro – portugalsky
- Teodor – rumunsky
- Fjodor (Фëдор) – rusky
- Teodoro – španělsky
- Theodor, Teodor – švédsky
- Tevazirus – turecky
- Teodor (Теодор nebo Хведір) – ukrajinsky (dříve Bohodar – Богодар)
- Tewdwr – velšsky

- Božidar, Bohdan, Bohdar – některé slovanské ekvivalenty

Ženskou variantou je jméno Theodora a její obdobou Dorothea.

## Zdrobněliny
- anglicky – Theo, Teddy, Tedward, Ted
- česky – Ted, Teo, Tedík, Teddy, Dorek, Teodorek, Teoušek, Tedíček
- řecky – Dhóros (Δώρος)
- švédsky, norsky, finsky a italsky – Theo a Teo

## Statistické údaje

### Pro jméno Teodor
Následující tabulka uvádí četnost jména v ČR a pořadí mezi mužskými jmény ve srovnání dvou roků, pro které jsou dostupné údaje MV ČR – lze z ní tedy vysledovat trend v užívání tohoto jména:
| Rok       | Četnost  | Pořadí   |
| 1999      | 369      | 235.     |
| 2002      | 363      | 236.     |
| Porovnání | o 6 méně | o 1 hůře |
| 2006      | 463      | 254.     |

Změna procentního zastoupení tohoto jména mezi žijícími muži v ČR (tj. procentní změna se započítáním celkového úbytku mužů v ČR za sledované tři roky 1999–2002) je -0,9%.

### Pro jméno Theodor
| Rok       | Četnost  | Pořadí   |
| 1999      | 481      | 216.     |
| 2002      | 472      | 215.     |
| Porovnání | o 9 méně | o 1 lépe |
| 2006      | 482      | 251.     |

Změna procentního zastoupení tohoto jména mezi žijícími muži v ČR (tj. procentní změna se započítáním celkového úbytku mužů v ČR za sledované tři roky 1999–2002) je -1,1%.

## Známí nositelé jména
- Theodor I. – papež (byl papežem od 24. listopadu 642)
- Theodor II. – papež (byl papežem katolické církve od prosince 897)
- Theodor – vzdoropapež
- Theodor Pištěk – český výtvarník
- Theodor Pištěk – český herec
- Theodore Roosevelt – prezident Spojených států amerických
- Mistr Theodorik – malíř neznámého původu
- Theodorich Veliký – vládce Ostrogótů, vpadá do Itálie a poráží zde místního vládce Odoakera u města Aquileia

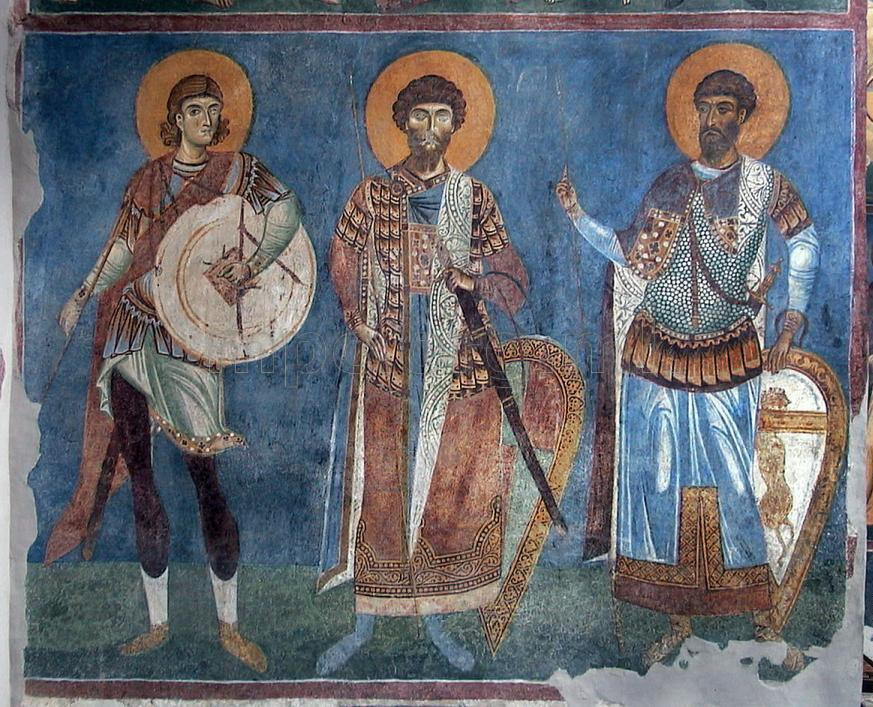
Byzantští mučedníci (zleva) Prokopios, Teodor z Amasye a Theodor Stratelates; freska v Nerezi, severní Makedonie

- Theuderich I. – franský král

## Svatí
- Theodor z Alexandrie – biskup a mučedník, kolem roku 190
- Theodor z Amasye také Theodor Tyro – byzantský mučedník v tureckém městě Amasya
- Theodor Stratelates –  byzantský mučedník ze 4. století
- Theodor Studita – řecký mučedník z kláštera Studios na ostrově Chios
- Teodor z Černigova viz Fjodor